# Biga (Çanakkale)
Pour les articles homonymes, voir Biga.
Biga est un district et chef-lieu de district de la province de Çanakkale en Turquie. Elle est à environ 90 km de la capitale provinciale Çanakkale. Le district a une superficie totale de 1 354 km2 pour une population d'environ 78 000 habitants, soit une densité de population d'environ 58 hab./km2.
Biga est le siège de la faculté d'administration et de sciences économiques de l'université de Çanakkale (en).

## Histoire
La rivière qui passe à proximité de la ville est appelée Biga Çayı (en turc : rivière de Biga) c'est l'antique Granique dont les berges ont été le théâtre de la première défaite de l'empereur de Perse Darius III contre Alexandre le Grand en 334 av. J.-C.. La ville se serait appelée Pege (en grec : Πηγή, source ; en latin Pegæ ou Pege). 
Au début du XIVe siècle, l'empereur byzantin Andronic II Paléologue, pour arrêter l'avance des Turcs, fait appel à des mercenaires catalans, les Almogavres, commandés par Roger de Flor, qui rejettent les Turcs jusqu'aux montagnes du Taurus qui s'installent dans la région de Biga. Devant les succès militaires de Roger de Flor et son emprise sur l'Anatolie, Andronic le fait assassiner durant un banquet. Les compagnies de catalans, afin de venger leur commandant, vont rapidement prendre leur indépendance. Peu après, la ville a été prise par beys de Karasi.
En 1364, le sultan ottoman Orhan Gazi conquiert la région et en donne le gouvernement à Karaboğa. 

## Sites
Kemer/Parion
Le village de Kemer à environ 28 km au nord-ouest de Biga sur la côte de la mer de Marmara, est proche du site de la ville antique de Parion.
Karabiga
Karabiga (en turc : Biga noire) est à environ 20 km au nord de Biga sur la côte de la mer de Marmara. Elle est proche de l'embouchure de la rivière Biga Çayı et proche du site de la ville antique de Priapos (en grec : Πρίαπος ; en latin : Priapus), qui avait un culte au dieu Priape comme les deux villes voisines de Parion et Lampsaque (près de Lapseki).